# Frano Botica
Pour les articles homonymes, voir Botica.
Pas d'image ? Cliquez ici

a Compétitions nationales et continentales officielles uniquement.

b Matchs officiels uniquement.
Dernière mise à jour le 21 avril 2020.
Frano Michael Botica, né le 3 août 1963 à Mangakino, est un joueur néo-zélandais de rugby à XIII et rugby à XV évoluant au poste de demi d'ouverture. Ce joueur d'ascendance croato-māorie a joué 27 fois (dont sept tests matchs) pour les All Blacks de 1986 à 1989, puis pour la Croatie dans la deuxième moitié des années 1990.
Son fils, Ben Botica, est également un joueur professionnel de rugby à XV.

## Biographie
Botica débute à haut niveau avec l'équipe de Nouvelle-Zélande des moins de 21 ans en 1984. L’année suivante il joue avec la province de North Harbour. Il est longtemps en concurrence avec Grant Fox, qui est préféré à cause de son talent de buteur, mais cela ne l'empêche pas d’avoir sept capes avec les Blacks. Sélectionné pour la Coupe du monde de 1987, il reste sur le banc des remplaçants. Il dispute aussi 88 matchs avec sa province. Botica joue également avec les Māoris de Nouvelle-Zélande de 1985 à 1989, et en rugby à sept lors des tournois internationaux de 1985 à 1988.
En 1988, il rejoint la France et défend les couleurs de Saint-Lary-Soulan, avant de jouer pour L'Aquila durant la saison 1989-1990. En 1990, il change de code et passe au rugby à XIII, avec de la réussite car il compte une victoire contre les Kangaroos d’Australie, sept capes avec les Kiwis de Nouvelle-Zélande et plus de 1 000 points marqués avec les Wigan Warriors en cinq saisons de la Super League. À l'été 1995, il joue quelques matchs avec l'équipe des Auckland Warriors dans la National Rugby League avant de revenir disputer la Super League en 1996 avec les Castleford Tigers.
Alors qu'il évolue encore avec le club treiziste de Wigan, Frano Botica rejoint l'équipe de Croatie de rugby à XV dans l'optique de la campagne de qualification pour la Coupe du monde 1999,, comme le permettent ses origines via son grand-père, originaire de l'île de Korčula. Il y occupe le rôle de buteur qu'il développe après deux mois d'entraînement, personne n'occupant ce poste dans la sélection.
En fin de carrière, il revient au rugby à XV en jouant pour les Gallois des Llanelli Scarlets de 1996 à 1998, et en Super 12 puis avec les Waikato Chiefs au cours de l'année 1998 avant de partir en France au Castres olympique jusqu'en fin de saison 1999. puis au Biarritz olympique et enfin à l'US Tours.
Son fils, Ben Botica, joue demi d'ouverture et centre.

## Palmarès
- Coupe de France : 
  - Vainqueur (1) : 2000 avec le Biarritz olympique

## Statistiques

### En équipe nationale
De 1986 à 1989, Frano Botica compte 7 sélections avec les All Blacks, inscrivant 6 points.